# K26
Das K26 ist ein Hochhaus in der Innenstadt von Frankfurt am Main. Der Name ist von der Adresse abgeleitet: Kaiserstraße 26, Ecke Neue Mainzer Straße. Mit seinen 20 Stockwerken ist es 75 Meter hoch. Obwohl es damit im Vergleich zu anderen Hochhäusern der Umgebung (u. a. der Commerzbank Tower) klein wirkt, ist das K26 aufgrund seiner zentralen Lage und der roten Natursteinfassade nicht zu übersehen. Mieter des Gebäudes sind verschiedene Unternehmen hauptsächlich aus der Finanzdienstleistungs- und Unternehmensberatungsbranche, u. a. die angelsächsische Investmentbank Cazenove oder das globale Executive Search Unternehmen Edward W. Kelley & Partners (vormals A.T. Kearney Executive Search).